# Mikiola populicola
Mikiola populicola är en tvåvingeart som först beskrevs av Shinji 1938.  Mikiola populicola ingår i släktet Mikiola och familjen gallmyggor. Inga underarter finns listade i Catalogue of Life.